# Campeonato Mundial de Ciclocrós de 2025
El LXXVI Campeonato Mundial de Ciclocrós se celebró en Liévin (Francia) del 31 de enero al 2 de febrero de 2025 bajo la organización de la Unión Ciclista Internacional (UCI) y la Federación Francesa de Ciclismo.

## Medallistas
| Evento               | Oro                                                                                         | Plata | Bronce                                                                                |
| -------------------- | ------------------------------------------------------------------------------------------- | --- | ------------------------------------------------------------------------------------- |
| Masculino (02.02)    | Mathieu van der Poel · Países Bajos                                                         | Wout van Aert · Bélgica                                                                                                | Thibau Nys · Bélgica                                                                  |
| Femenino (01.02)     | Fem van Empel · Países Bajos                                                                | Lucinda Brand · Países Bajos                                                                                           | Puck Pieterse · Países Bajos                                                          |
| Relevo mixto (31.01) | Reino Unido Zoe Bäckstedt Darlison Wills Maia Zoe Roche Oscar Amey Cat Ferguson Thomas Mein | Italia · Mattia Agostinacchio · Gioele Bertolini · Giorgia Pellizotti · Lucia Bramati · Sara Casasola · Stefano Viezzi | Francia Jules Simon Florian Fery Célia Gery Zélie Lambert Hélène Clauzel Joshua Dubau |

### Masculino
| Puesto            | Ciclista               | País         | Tiempo  |
| ----------------- | ---------------------- | ------------ | ------- |
| Medalla de oro    | Mathieu van der Poel   | Países Bajos | 1:02:44 |
| Medalla de plata  | Wout van Aert          | Bélgica      | 1:03:29 |
| Medalla de bronce | Thibau Nys             | Bélgica      | 1:03:50 |
| 4                 | Joris Nieuwenhuis      | Países Bajos | 1:03:59 |
| 5                 | Emiel Verstrynge       | Bélgica      | 1:04:37 |
| 6                 | Toon Aerts             | Bélgica      | 1:04:40 |
| 7                 | Michaël Vanthourenhout | Bélgica      | 1:04:44 |
| 8                 | Joran Wyseure          | Bélgica      | 1:04:47 |

### Femenino
| Puesto            | Ciclista                   | País         | Tiempo |
| ----------------- | -------------------------- | ------------ | ------ |
| Medalla de oro    | Fem van Empel              | Países Bajos | 54:29  |
| Medalla de plata  | Lucinda Brand              | Países Bajos | 54:47  |
| Medalla de bronce | Puck Pieterse              | Países Bajos | 55:38  |
| 4                 | Inge van der Heijden       | Países Bajos | 56:00  |
| 5                 | Kata Blanka Vas            | Hungría      | 56:25  |
| 6                 | Sara Casasola              | Italia       | 56:40  |
| 7                 | Ceylin del Carmen Alvarado | Países Bajos | 57:05  |
| 8                 | Hélène Clauzel             | Francia      | 57:20  |

### Relevo mixto
| Puesto            | País        | R1   | R2   | R3   | R4   | R5   | R6   | Final |
| ----------------- | ----------- | ---- | ---- | ---- | ---- | ---- | ---- | ----- |
| Medalla de oro    | Reino Unido | 8:29 | 7:57 | 9:47 | 7:28 | 8:55 | 7:20 | 50:03 |
| Medalla de plata  | Italia      | 7:37 | 7:34 | 9:10 | 9:28 | 8:45 | 7:24 | 50:05 |
| Medalla de bronce | Francia     | 7:41 | 7:33 | 8:58 | 9:45 | 8:48 | 7:17 | 50:08 |

## Medallero
| Núm. | País         | Oro | Plata | Bronce | Total |
| ---- | ------------ | --- | ----- | ------ | ----- |
| 1    | Países Bajos | 2   | 1     | 1      | 4     |
| 2    | Reino Unido  | 1   | 0     | 0      | 1     |
| 3    | Bélgica      | 0   | 1     | 1      | 2     |
| 4    | Italia       | 0   | 1     | 0      | 1     |
| 5    | Francia      | 0   | 0     | 1      | 1     |
|      | TOTAL        | 3   | 3     | 3      | 9     |